# ナローラ原子力発電所
ナローラ原子力発電所（英語: Narora nuclear reactor）はインドのウッタル・プラデーシュ州、ブランドシェヘル県のナローラにある原子力発電所。ブランドシェヘルの県庁所在地メーラトから135kmほどの位置に存在する。

## 概要
2基の原子炉があり、商用運転は1号機が1991年1月1日に、2号機が1992年1月1日に始まった。それぞれ220MWeの発電力を持っている。
2005年に政府が冷却システムの更新に5300万ドルを提供することを決め、これによって運用年数を25年ほど延ばすことが出来ると見られている。

## 原子炉
| 原子炉           | 形式 | 正味発電量 | 総発電量 | 建設開始      | 送電開始      | 商業運転     | 運転終了 |
| ---------------- | ---- | ---------- | -------- | ------------- | ------------- | ------------ | -------- |
| 1号機（NAPS-1）  | PHWR | 202 MW     | 220 MW   | 1976年12月1日 | 1989年7月29日 | 1991年1月1日 |          |
| 2号機 （NAPS-2） | PHWR | 202 MW     | 220 MW   | 1977年11月1日 | 1992年1月5日  | 1992年7月1日 |          |

## 註
1. ↑  “Narora Atomic Power Station (NAPS)”.  インド原子力発電公社 (NPCIL). 2020年8月27日閲覧。
2. ↑  “India, Republic of : Nuclear Power Reactors”. Power Reactor Information System. 2020年8月23日閲覧。